# Syžet
Syžet (z francouzského le sujet – námět, látka, téma) je způsob, jakým jsou v literárním díle uspořádány tematické složky (tj. děj, postavy, vypravěč, prostředí) a jak jsou ztvárněny informace o fabuli: mohou být např. seřazeny v časové následnosti (Babička Boženy Němcové) nebo podávány s časovými inverzemi, tj. „na přeskáčku“ (Řezáčovo Rozhraní), případně se u složité fabule mohou různě proplétat (Čapkův Povětroň). Důraz může být položen na děj (Stevensonův Poklad na ostrově a dobrodružná literatura vůbec), na postavy a jejich charakter (v psychologickém románu) nebo na prostředí (v románových kronikách).

## Vlastnosti
- uspořádání, způsob vyprávění (kompozice)
- označení pro systém tematických složek (děje, postavy, vypravěč), jak vyplývá z celkové konstrukce a z celkového průběhu epického díla
- čtenář na základě syžetu rekonstruuje fabuli, kdežto autor vychází z fabule a směřuje k syžetu
- rozhodují tyto hlavní problémy:
  - kdo, jaký vypravěč nebo která postava bude uvádět jednotlivé motivy fabule
  - v jakém časovém pořádku a s jakou motivací
  - jak budou zdůrazněny jednotlivé části fabule, zdali budou rozvedeny a nebo zůstanou netematické
- syžetová výstavba, důraz na
  - děj (dobrodružná literatura)
  - postavy (psychologický román)
  - prostředí (románová kronika)
  - konflikt mezi postavami (drama)
- syžetové postupy:
  - zabalené – téma rozvíjené co nejvěrohodněji (realistický román)
  - obnažené – záměrně zdůrazněné, syžet se může stát vlastním tématem (román o románu – parodie)